# Rivière Poussière
Rivière Poussière är ett vattendrag i Kanada.   Det ligger i provinsen Québec, i den sydöstra delen av landet, 200 km nordväst om huvudstaden Ottawa. Rivière Poussière ligger vid sjön Lac de la Neige.
I omgivningarna runt Rivière Poussière växer i huvudsak blandskog. Trakten runt Rivière Poussière är nära nog obefolkad, med mindre än två invånare per kvadratkilometer.